# Ambassade d'Ouganda en France
L'ambassade d'Ouganda en France est la représentation diplomatique de la république de l'Ouganda en République française. Elle est située 13, avenue Raymond-Poincaré (16e arrondissement de Paris). Son ambassadrice est, depuis 2022, Doreen Amule (en).

## Ambassade
L'ambassade est située avenue Raymond-Poincaré dans le 16e arrondissement de Paris.

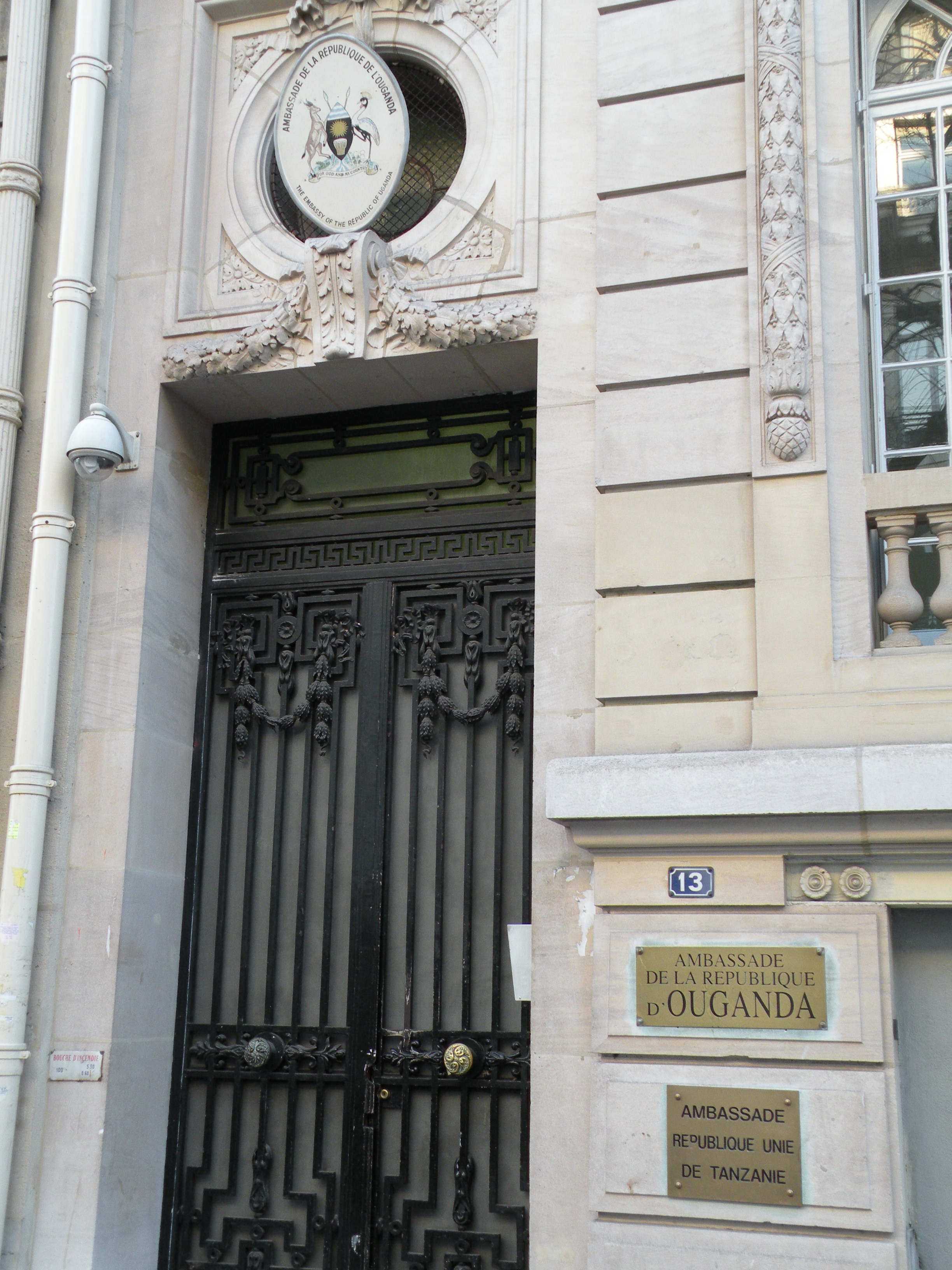

## Ambassadeurs d'Ouganda en France
| Date de nomination | Date de nomination | Date de remise des lettres de créance | Date de remise des lettres de créance | Diplomate               |
| ------------------ | ------------------ | ------------------------------------- | ------------------------------------- | ----------------------- |
| 1989               |                    |                                       |                                       | Winnie Byanyima         |
|                    |                    |                                       |                                       |                         |
|                    |                    | 12 novembre 1996                      | [ JORF 1 ]                            | David Kantaale Kazungu  |
|                    |                    | 18 décembre 2003                      | [ JORF 2 ]                            | Rhoda Kaisho Sinani     |
|                    |                    | 28 avril 2006                         | [ JORF 3 ]                            | Elizabeth Paula Napeyok |
|                    |                    | 15 novembre 2013                      | [ JORF 4 ]                            | Nishima Jayant Madhvani |
| septembre 2017     | [ 2 ]              | 13 octobre 2017                       | [ JORF 5 ]                            | Richard Nduhuura        |
|                    |                    | 22 juillet 2022                       | [ JORF 6 ]                            | Doreen Amule (en)       |